# Souppes-sur-Loing
Souppes-sur-Loing è un comune francese di 5 729 abitanti situato nel dipartimento di Senna e Marna nella regione dell'Île-de-France.

## Società

### Evoluzione demografica
Abitanti censiti